# ダッジ郡区 (アイオワ州ブーン郡)
ダッジ郡区は、アメリカ合衆国のアイオワ州ブーン郡にある17の郡区の一つである。2000年の国勢調査で、人口は540人だった。

## 地理
面積は125.3平方キロメートル（48.38平方マイル)で、Fraserが含まれている。アメリカ地質調査所によると、この郡区はBoone County FarmとLeiningerとMineral RidgeとWhiteの4つの霊園が含まれている。